# ادگر (آلاباما)
ادگر، الاباما (به انگلیسی: Adger, Alabama) در ایالات متحده آمریکا است که در آلاباما واقع شده‌است.

## خصوصیات
ادگر ۱۴۴ متر بالاتر از سطح دریا واقع شده‌است.